# Садки (Неклиновский район)
Садки — хутор в Неклиновском районе Ростовской области.
Входит в состав Советинского сельского поселения.

## Население
| 2010 |
| ---- |
| 55   |

## Улицы
| - пер. Благодатный, - ул. Лободина, | - ул. Таганрогская, - ул. Шевченко. |